# BSAT-2c
O BSAT-2c foi um satélite de comunicação geoestacionário japonês construído pela Orbital Sciences Corporation (OSC) que esteve localizado na posição orbital de 110 graus de longitude leste e era operado pela Broadcasting Satellite System Corporation. O satélite foi baseado na plataforma Star-1 e sua vida útil estimada era de 10 anos. O mesmo saiu de serviço em 1 de agosto de 2013 e foi movido para a órbita cemitério.

## História
Em outro voto de confiança na capacidade da Orbital para entregar, os satélites em órbita geoestacionária confiável e econômica, A B-SAT concedeu a Orbital o contrato para o ligeiramente modificado BSAT-2c, para substituir o BSAT-2b, em setembro de 2001.
O BSAT-2c, assim como os satélites BSAT-2a e 2b, era um satélite geoestacionário para transmissão de TV direct-to-home. Ele foi projetado para fornecer televisão digital de alta definição direct-to-home para todo o Japão, transmitindo canais em alta resolução e em um formato de tela mais larga do que os sistemas analógicos tradicionais.
O satélite difere de seus antecessores em por ter dois segmentos em vez de três segmentos de painéis solares. A energia produzida permanece a mesma, devido à utilização de células solares de alta eficiência.O 
O BSAT-2c saiu de serviço em 1 de agosto de 2013 quando foi transferido para a órbita cemitério.

## Lançamento
O satélite foi lançado com sucesso ao espaço no dia 11 de junho de 2003, às 22:38 UTC, por meio de um veículo Ariane 5G, lançado a partir do Centro Espacial de Kourou, na Guiana Francesa, juntamente com o satélite Optus C1. Ele tinha uma massa de lançamento de 1.275 kg.

## Capacidade e cobertura
O BSAT-2c era equipado com 4 transponders de banda Ku ativos de alta potência para usado como Backup para o satélite BSAT-2a; em transmissões digitais DTH para o Japão e os países vizinhos através de seus transponders de banda Ku.